# Montes Saian

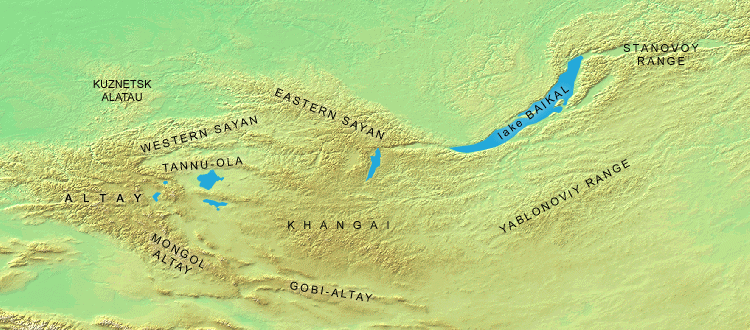
Montanhas da Rússia, Mongólia, Cazaquistão e China

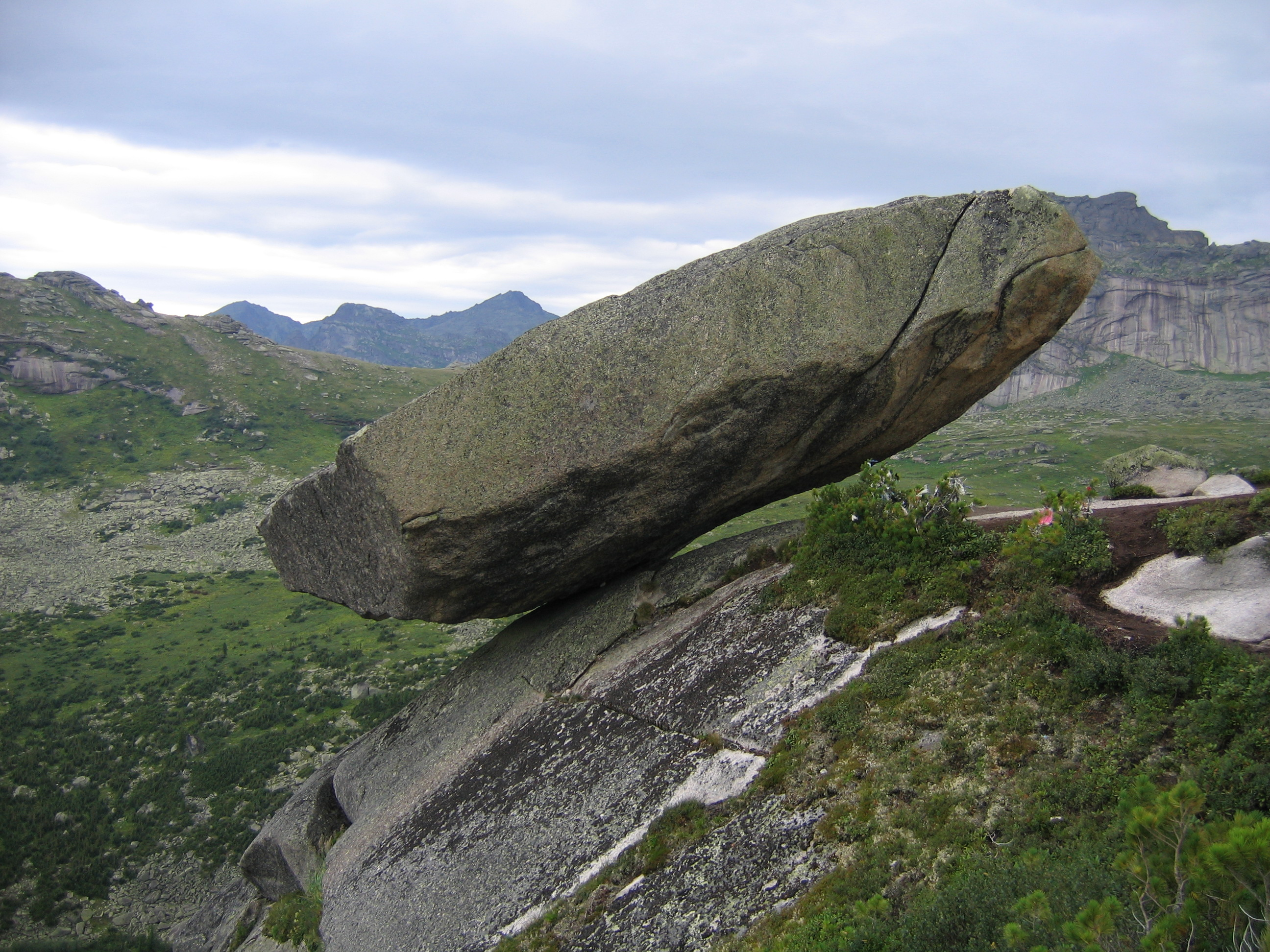
A Rocha Pendurada, Saian ocidentais, Montes Ergaki

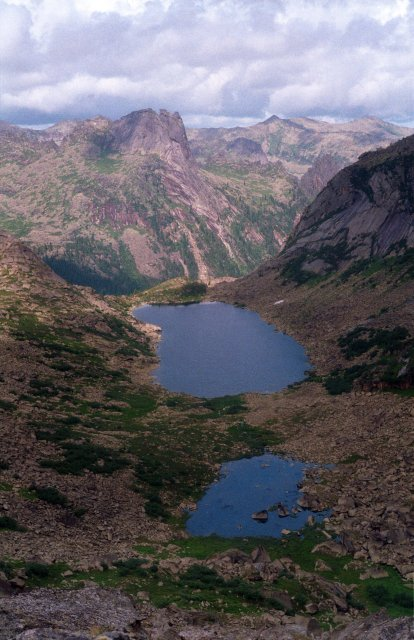
Lago Gornyh Duhov - Saian ocidentais, montanhas Ergaki

Os montes Saian (em russo:  Саяны; em mongol:  Саяны нуруу; montes Kokmen durante o período de Goturcos) são uma cadeia de montanhas entre o noroeste da Mongólia e o sul da Sibéria, Rússia.
Os montes Saian orientais se estendem por 1 000 km do rio Ienissei a 92°E até ao extremo sudoeste do Lago Baikal a 106°E. Os montes Saian ocidentais representam a continuação oriental dos Montes Altai, e se estendem por 500 km de 89°E até ao meio dos Sayan orientais a 96°E.

Os picos bastante elevados e os lagos frios dos montes Saian dão origem aos afluentes que se juntam para tornar-se um dos maiores rios da Sibéria, o rio Ienissei, que flui no sentido sul-norte por mais de 1 200 km para o Oceano Ártico. Esta é uma área protegida e isolada, que foi mantida fechada pela União Soviética desde 1944.